# Almadén (Gerichtsbezirk)
Der Gerichtsbezirk Almadén ist einer der zehn Gerichtsbezirke in der spanischen Provinz Ciudad Real. Der Bezirk umfasst 9 Gemeinden auf einer Fläche von 1.734,15 km² mit dem Hauptquartier in Almadén.

## Gemeinden
| Gemeinde               | Einwohner (2024) | Fläche km² | Dichte Einw./km² | Cod INE | Postleitzahl |
| ---------------------- | ---------------- | ---------- | ---------------- | ------- | ------------ |
| Agudo                  | 1.604            | 229,96     | 7                | 13002   | 13410        |
| Alamillo               | 461              | 67,29      | 7                | 13003   | 13413        |
| Almadén                | 4.902            | 239,64     | 20               | 13011   | 13400        |
| Almadenejos            | 393              | 102,88     | 4                | 13012   | 13480        |
| Chillón                | 1.773            | 207,78     | 9                | 13038   | 13412        |
| Guadalmez              | 707              | 71,99      | 10               | 13046   | 13490        |
| Puebla de Don Rodrigo  | 1.137            | 424,87     | 3                | 13068   | 13109        |
| Saceruela              | 518              | 247,28     | 2                | 13073   | 13414        |
| Valdemanco del Esteras | 163              | 142,46     | 1                | 13086   | 13411        |
| Gerichtsbezirk Almadén | 11.658           | 1.734,15   | 7                | –       | –            |